# تمثال كوان يو
تمثال كوان يو هو تمثال ضخم يجسد القائد العسكري الصيني كوان يو يقع في جينغتشو،الصين.صمم التمثال هان ميلين وتم الانتهاء من تشييده في 2016. يبلغ طول التمثال 58 متر ووزنه 1197 طن.